# Warmen
Warmen to zespół muzyczny z Finlandii grający metal progresywny i neoklasyczny, założony w 2000 przez grającego na keyboardzie Janne Viljami Wirman. Utwory są głównie instrumentalne, jedynie na części z nich występują gościnnie wokaliści.

## Dyskografia
Albumy
| 2000                           | Unknown Soldier - Data: 24 lutego 2000 - Wydawca: Spinefarm Records              | —  |
| 2002                           | Beyond Abilities - Data: 5 lutego 2002 - Wydawca: Century Media Records          | —  |
| 2005                           | Accept the Fact - Data: 6 lipca 2005 - Wydawca: Spinefarm Records                | 40 |
| 2009                           | Japanese Hospitality - Data: 26 sierpnia 2009 - Wydawca: Spinefarm Records       | 36 |
| 2014                           | First of the Five Elements - Data: 30 września 2014 - Wydawca: Spikefarm Records | —  |
| "—" pozycja nie była notowana. |                                                                                  |    |

Single
| 2001                           | Alone                  | 15 | Beyond Abilities |
| 2005                           | Somebody's Watching Me | 7  | Accept the Fact  |
| 2005                           | They All Blame Me      | —  | Accept the Fact  |
| "—" pozycja nie była notowana. |                        |    |                  |